# 症状別鑑別診断の一覧
症状別鑑別診断の一覧（しょうじょうべつかんべつしんだんのいちらん）
この項を利用する上での注意点
- 鑑別診断のリストは、目の前の患者の人種、年齢、性別、基礎疾患、職業、プロフィール、家族歴などさまざまな要因によって組み立てられるべきである。以下に示したものは一般的な例示にすぎず、実際に以下の症状を訴えて医師を受診したときに挙げられる鑑別診断リストは異なっているものであることが通常である。
- 以下の症状リストは、Review of Systems. "In" Bates' Guide to Physical Examination and History Taking 8th Ed. Lippincott Williams & Wilkins 2003. pp. 6-8.によっている。

## 主な症状

### 全身症状
- 発熱

| 頻度の高い疾患 | まれな疾患   |
| 感染症         | 悪性リンパ腫 |

- 体重減少

| 頻度の高い疾患 | まれな疾患 |
| 糖尿病         |            |

- 易疲労感
  - 鑑別診断リストを挙げることは不可能(とも言えないが膨大)。その他の病歴、身体所見による。

### 皮膚
- 赤い皮疹(紅斑)
- かゆい
- 皮膚乾燥
- 皮膚色調の変化
- 髪、爪の変化

### 顔、目、耳、鼻、咽頭(HEENT)
- 頭痛
- 視力低下
- 目が痛い
- 目が赤い
- 目が黄色い
- 涙が多い
- ものが二重に見える
- 目の前がもやもやする
- はなみず
- のどがいたい
- 口のなかがいたい

### 首
- 首にはれているものがある
- 首が固い

### 胸
- 乳房が痛い
- 乳首からなにかが滲み出している

### 呼吸器系
- 咳
- 痰
- 痰に血が混じる
- 息が苦しい、ゼイゼイする
- 息がヒューヒュー言う

### 心血管系
- 胸痛

| 激しい胸痛をおこす疾患                         | 中等度～軽度の胸痛を起こす疾患  | まれだが胸痛を起こすことがある疾患                                      |
| 心筋梗塞 肺血栓塞栓症 大動脈解離 気胸 食道破裂 | 肋軟骨炎 胸膜炎 食道炎 急性膵炎 | 肩関節炎 乳房病変 頚椎椎間板ヘルニア 胃潰瘍、十二指腸潰瘍 胆嚢炎 胆管炎 |

- 動悸

| 原因        |
| 発熱 不整脈 |

- 起きていないと息が苦しい。夜、突然息が苦しくなる。

| 原因         |
| 鬱血性心不全 |

### 腸管系
- 食べ物、飲み物の飲み込みが難しい
- 胸焼け
- 食欲不振
- 吐き気がする、吐いている
- 便に血が混じっている、便が黒い、便が海苔の佃煮のようだ
- 痔であろう
- 便秘
- 下痢
- 腹痛
- ある食べ物を食べると下痢してしまう、お腹が痛くなってしまう
- おならが出過ぎる
- 皮膚が黄色い

### 泌尿器系
- 尿を出してもすぐまた出したくなる
- 尿が多い
- 夜、寝ているのに尿を出したくなってしまう
- 尿をしたくてしたくてたまらなくなり、もれてしまうこともある
- 尿を出すとき局部が痛い、熱い
- 尿に血がまじっている

### 生殖器系
- 子供が産まれない

#### 男性
- 足の付け根がふくらんでいる
- ペニスが痛い
- 陰嚢が痛い
- 陰嚢が大きい

#### 女性
- 生理が不順である
- 生理がこない
- 生理出血の量が異常であると思う
- 性交中に出血する
- 生理痛がつらい
- 膣からなにかが滲み出している
- 膣がかゆい

### 末梢血管
- 歩いていると足が痛くなって立ち止まる。しばらく休むとまた歩けるが、また痛くなって立ち止まってしまう。
- 足が痛い
- 足の静脈がはれている
- 関節が痛い
- 背中が痛い
- 筋力が弱い・・・重いものをもてない、立ち上がれない
- 関節の動きに制限がある

### 神経系
- 失神
- 目の前が真っ暗になる
- 痙攣
- 力がよわい、力がはいらない
- 感覚がおかしい
- 普通にさわられているのにとても痛く感じる
- ふるえる
- 手または足が勝手に動く

### 血液系
- 血が出やすい

### 内分泌系
- 熱さ、寒さに弱い
- 汗を大量にかく
- のどのかわきがひどい、とてもお腹がすく
- 手袋や靴のサイズがかわった

### 精神系
- うつだ、自殺したい
- 忘れっぽい
- なにもかも楽しくてしょうがない、なにもかもイライラする